# Каноны Вачагана Благочестивого
Каноны царя Вачагана Благочестивого или Алуэнские каноны  (арм. Աղվենի կանոններ) — памятник армянского права,  сборник церковно-правовых канонов, принятых в ходе Алуэнского собора Албанской Церкви в конце V−начале VI века во главе с царём Кавказской Албании Вачаганом III Благочестивым. Собор стал еще одним примером армяно-албанского единства, а принятый в ходе собора 21 канон, вошел в историю Армянской апостольской церкви под названием "Каноны царя Вачагана"

## Предпосылки
После ряда антисасанидских восстаний в V веке, пришедший к власти в Кавказской Албании Вачаган III в деле упрочнения своей власти, обретения полной самостоятельности Кавказской Албании, стремился к установлению внутригосударственной стабильности. В тот же период отношения между социальными слоями в Кавказской Албании находились в крайне напряженном состоянии, что весьма ослабляло государство. Для решения вопросов требовалось принятие единых и обязательных для всего государства правовых норм, регулирующих общественно-социальные отношения внутри страны.
По сообщению средневекового историка Мовсес Каганкатваци: при Вачагане произошли несогласия между мирянами и епископами, священниками и хорепископами, азатами и рамиками.
Участие в соборе помимо самого царя Вачагана, принимали, семь епископов, священнослужители, князья и старшины.
Ко времени созыва собора, Албанская церковь уже имела своего архиепископа (резиденция в г. Партаве) и имела 8 епархий.

## Содержание
Все принятые каноны можно разделить на четыре категории:
1. Относящиеся к деятельности церкви и духовенства, их прав, обязанностей
2. Относящиеся к регулирования отношений между духовенством и светской властью
3. Относящиеся к регулированию отношений между духовенством и мирянами (не феодалов)
4. Чисто правовые нормы

Каноны Вачагана Благочестивого вошли в сборник армянских канонов, составленный в VIII веке. Однако они отличаются полусветским характером, что обусловлено их созданием не только церковными кругами Албании, но и албанской царской властью. Ряд исследователей не исключает, что, сохранившиеся ныне на армянском, первоначально они были написаны на албанском языке. Алуэнские каноны вошли в «Армянскую книгу канонов» («Канонагирк Хайоц»).
Алуэнские каноны, по мнению армянского советского арменоведа Ш. В. Смбатяна, основываются в основном на постановлениях предыдущих соборов Армянской церкви, в частности, Шаапиванского собора, а также на канонах армянского католикоса Саака Партева, и отражают местные особенности, связанные с экономической жизнью и традициями Северо-Восточного края Армении